# 蝶ヶ岳ヒュッテ
蝶ヶ岳ヒュッテ（ちょうがたけひゅって）は、長野県松本市と安曇野市にまたがる北アルプス蝶ヶ岳山頂直下の北側にある山小屋。

## 概要
標高2,677 mの蝶ヶ岳山頂のすぐ北側に位置し、長塀尾根と常念山脈との分岐点にある。営業期間外は、小屋の一部が冬期避難小屋として開放される。小屋のすぐ南側にはキャンプ指定地がある。小屋の前にある展望台は、穂高岳と槍ヶ岳の良い展望地となっている。また松本盆地の街並みが見渡せ、その夜景やご来光が望める。

## 沿革
- 1956年（昭和31年） - 中村義親が小屋建設に着手。
- 1958年（昭和33年） - 小屋が完成。
- 1967年（昭和42年） - 須砂渡から三股までの林道が開通する。
- 1969年（昭和44年） - 義親らが3年がかりで、三股からの蝶ヶ岳新道を開設。
- 1983年（昭和58年） - 翌年にかけて、大改築が行われた。
- 1990年（平成 2年） - 義親の死を受けて娘の中村圭子が経営を引き継ぐ。
- 2006年（平成18年） - バイオトイレを設置。
- 2019年（令和元年）  - 神谷圭子(旧姓 中村)が急逝し、娘の中村梢が経営を引き継ぐ。

## 現在の蝶ヶ岳ヒュッテ

### 営業期間
- 4月24日 - 11月3日（平成22年度）

### 収容人数
- 宿泊 250人[1]
- キャンプ指定地 テント30張り（北アルプスの大部分が中部山岳国立公園内であるため、キャンプ指定地以外の設営は禁止されている。）

### 主な施設
- 客室・個室・食堂・トイレ・外部トイレ・冬期避難小屋がある。
- 売店(受付け、雨水を有料で入手可能)
- 食堂は食事時間以外は、休憩場所として開放され軽食などが利用できる。
- 夏の間は名古屋市立大学の夏山診療所（蝶ヶ岳ボランティア診療所）が開設されている。
- 一般利用者向けの入浴施設はない。

## 小屋へのルート
- 三股登山口からまめうち平ら経由の蝶ヶ岳新道(最短ルート)
- 上高地方面の徳沢からの長塀尾根のルート、南側に妖精ノ池がある。
- 北側の常念岳からの常念山脈の縦走路のルート
- 上高地の最奥の横尾からのルートは、蝶槍と蝶ヶ岳との鞍部で常念山脈のルートに合流する。
- 徳本峠からの大滝山経由の中村新道のルート

## 地理

### 周辺の山小屋
周辺の登山ルート上には、以下の山小屋がある。
| 名称            | 所在地                             | 標高(m) | 収容人数 | キャンプ指定地 | 備考         |
| --------------- | ---------------------------------- | ------- | -------- | -------------- | ------------ |
| 蝶ヶ岳ヒュッテ  | 蝶ヶ岳山頂直下北の肩               | 2,660   | 250人    | テント30張     |              |
| 常念小屋        | 常念乗越（常念岳と横通岳との鞍部） | 2,450   | 300人    | テント40張     |              |
| 横尾山荘        | 横尾、梓川左岸                     | 1,620   | 250人    | テント100張    | 入浴施設あり |
| 大滝山荘        | 大滝山の北峰直下                   | 2,610   | 50人     | テント10張     |              |
| 氷壁の宿 徳沢園 | 上高地徳沢                         | 1,560   | 100人    | テント200張    | 入浴施設あり |
| 徳沢ロッジ      | 上高地徳沢                         | 1,550   | 100人    |                | 入浴施設あり |

### 周辺の山
周辺には以下の山があり、それぞれの山に登る登山者が利用している。
| 山容・画像 | 名称           | 標高(m) | 蝶ヶ岳ヒュッテからの 方角と距離(km) | 備考                 |
| ---------- | -------------- | ------- | ----------------------------------- | -------------------- |
|            | 常念岳         | 2,857   | 北 4.1                              | 日本百名山           |
|            | 蝶ヶ岳ヒュッテ | 2,660   | 0                                   | 蝶ヶ岳山頂直下北の肩 |
|            | 蝶ヶ岳         | 2,677   | 南 0.2                              |                      |
|            | 大滝山         | 2,616   | 南東 2.3                            | 大滝山荘             |